# France aux Jeux olympiques d'été de 1952
L'équipe de France olympique participe aux Jeux olympiques d'été de 1952 à Helsinki. Elle y remporte dix-huit médailles : six en or, six en argent et six en bronze, se situant à la septième place des nations au tableau des médailles. L'athlète Ignace Heinrich est le porte-drapeau d'une délégation française comptant 244 sportifs (213 hommes et 31 femmes).

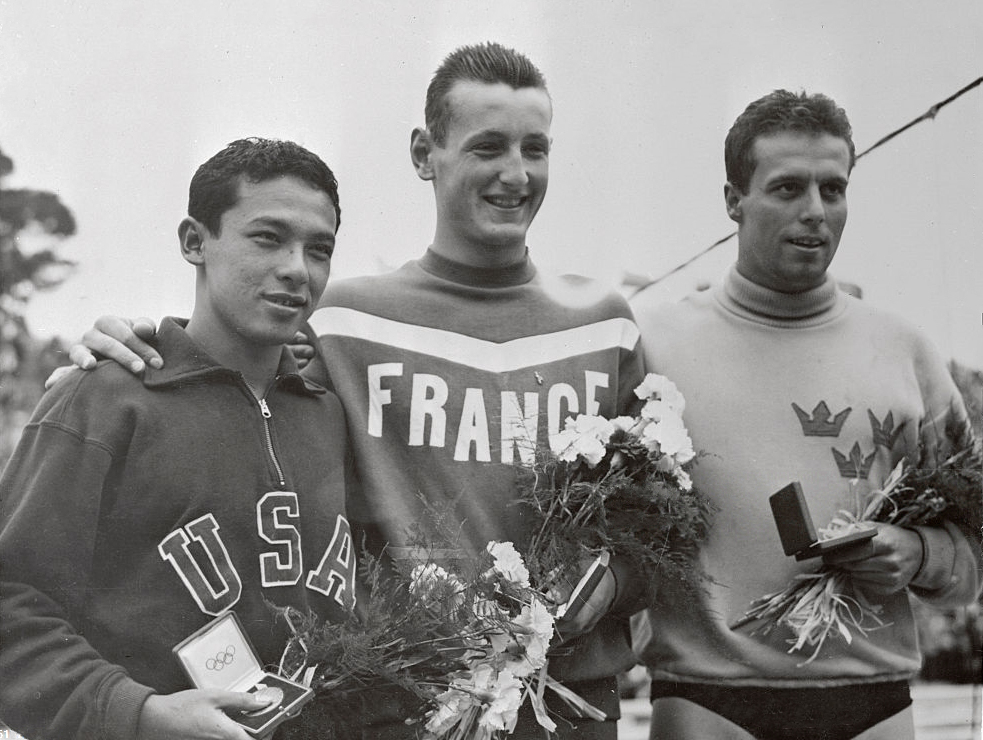
Le podium du 400 m nage libre : le vainqueur Jean Boiteux au centre, entouré de Ford Konno et Per-Olof Östrand.

## Bilan général

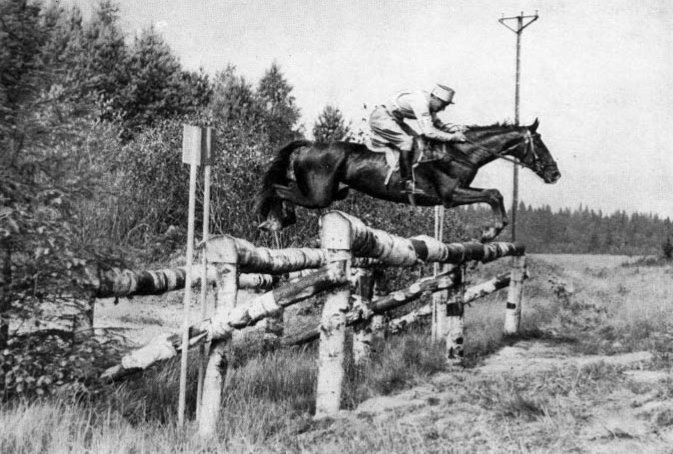
Le cavalier Guy Lefrant médaillé d’argent en concours complet.

| Place | Sport       | Médaille d'or, Jeux olympiques | Médaille d'argent, Jeux olympiques | Médaille de bronze, Jeux olympiques | Total |
| 1     | Escrime     | 2                              | 0                                  | 1                                   | 3     |
| 2     | Equitation  | 1                              | 1                                  | 1                                   | 3     |
| 2     | Natation    | 1                              | 1                                  | 1                                   | 3     |
| 4     | Aviron      | 1                              | 1                                  | 0                                   | 2     |
| 5     | Canoë-Kayak | 1                              | 0                                  | 1                                   | 2     |
| 6     | Athlétisme  | 0                              | 2                                  | 0                                   | 2     |
| 7     | Plongeon    | 0                              | 1                                  | 0                                   | 1     |
| 8     | Boxe        | 0                              | 0                                  | 1                                   | 1     |
| 8     | Cyclisme    | 0                              | 0                                  | 1                                   | 1     |
| Total | Total       | 6                              | 6                                  | 6                                   | 18    |

## Liste des médaillés français

### Médailles d'or
| Sport              | Discipline              | Sportifs                                                                                | Performance |
| Médailles d'or : 6 |                         |                                                                                         |             |
| Aviron             | Deux avec barreur (H)   | Gaston Mercier Raymond Salles Bernard Malivoire                                         |             |
| Canoë-kayak        | C2 10 000 m (H)         | Jean Laudet Georges Turlier                                                             |             |
| Équitation         | Saut d’obstacles        | Pierre Jonquères d'Oriola                                                               |             |
| Escrime            | Fleuret (H)             | Christian d'Oriola                                                                      |             |
| Escrime            | Fleuret par équipes (H) | Jehan Buhan Christian d'Oriola Jacques Lataste Claude Netter Jacques Noël Adrien Rommel |             |
| Natation           | 400 m nage libre (H)    | Jean Boiteux                                                                            |             |

### Médailles d'argent
| Sport                  | Discipline              | Sportifs                                                           | Performance   |
| Médailles d'argent : 6 |                         |                                                                    |               |
| Athlétisme             | 5 000 m (H)             | Alain Mimoun                                                       | 14 min 07 s 4 |
| Athlétisme             | 10 000 m (H)            | Alain Mimoun                                                       | 29 min 32 s 8 |
| Aviron                 | Quatre sans barreur     | Pierre Blondiaux Marc Bouissou Roger Gautier Jean-Jacques Guissart |               |
| Équitation             | Concours complet        | Guy Lefrant                                                        |               |
| Natation               | 100 m dos (H)           | Gilbert Bozon                                                      |               |
| Plongeon               | Plongeon - tremplin (F) | Mady Moreau                                                        |               |

### Médailles de bronze
| Sport                   | Discipline            | Sportifs                                                                                         | Performance |
| Médailles de bronze : 6 |                       |                                                                                                  |             |
| Boxe                    | 57 kg (H)             | Joseph Ventaja                                                                                   |             |
| Canoë-kayak             | K1 1 000 m (H)        | Louis Gantois                                                                                    |             |
| Cyclisme                | Route par équipes (H) | Jacques Anquetil Claude Rouer Alfred Tonello                                                     |             |
| Équitation              | Dressage              | André Jousseaume                                                                                 |             |
| Escrime                 | Sabre par équipes (H) | Jean Laroyenne Jacques Lefèvre Jean Levavasseur Bernard Morel Maurice Piot Jean-François Tournon |             |
| Natation                | 4 x 200 m libre (H)   | Joseph Bernardo Alexandre Jany Aldo Eminente Jean Boiteux                                        |             |

## Engagés français par sport

### Athlétisme
| Épreuve           | Hommes | Femmes                                                                                           |
| ----------------- | --- | ------------------------------------------------------------------------------------------------ |
| 100 m             | Alain Porthault : 1/2 finale Étienne Bally : 1/4 de finale René Bonino : séries                                                  | Yvette Monginou : 1/4 de finale Alberte de Campou : séries Denise Laborie : séries               |
| 200 m             | Étienne Bally : 1/4 de finale Marcel Gerdil : 1/4 de finale Henri Brault : séries                                                | Marcelle Gabarrus : 1/2 finale Anne-Marie Lousteau : séries                                      |
| 400 m             | Yves Camus : 1/4 de finale Jacques Degats : 1/4 de finale Jean-Pierre Goudeau : séries                                           |                                                                                                  |
| 800 m             | Patrick El Mabrouk : 1/2 finale René Djian : séries                                                                              |                                                                                                  |
| 1 500 m           | Patrick El Mabrouk : finale (5e place) Jean Vernier : séries Pierre Gillet : séries                                              |                                                                                                  |
| 5 000 m           | Alain Mimoun : Médaille d'argent (14 min 7 s 4) · Jean Schlegel : séries · Ben Ahmed Abdelkrim : séries                          |                                                                                                  |
| 10 000 m          | Alain Mimoun : Médaille d'argent (29 min 32 s 8) · Ould Lamine Abdallah : finale (17e place) · Ahmed Labidi : finale (25e place) |                                                                                                  |
| Marathon          | Lionel Billas : abandon |                                                                                                  |
| 10 000 m marche   | Louis Chevalier : 4e place Émile Maggi : 7e place                                                                                |                                                                                                  |
| 50 km marche      | Raymond Lesage : 16e place Claude Hubert : 18e place Jean Strunc : 21e place                                                     |                                                                                                  |
| 80 m haies        | | Claudie Flament : 1/2 finale Yvette Monginou : séries Colette Elloy : séries                     |
| 110 m haies       | Jacques Dohen : séries Edmond Roudnitska : 1/2 finale                                                                            |                                                                                                  |
| 400 m haies       | Robert Bart : 1/4 de finale Jean Thureau : séries                                                                                |                                                                                                  |
| 3 000 m steeple   | André Lebrun : séries André Paris : séries Pierre Prat : séries                                                                  |                                                                                                  |
| 4 x 100 m         | Alain Porthault, Étienne Bally, Yves Camus, René Bonino : finale (5e place)                                                      | Alberte de Campou, Denise Laborie, Marcelle Gabarrus, Yvette Monginou : séries                   |
| 4 x 400 m         | Jean-Pierre Goudeau, Robert Bart, Jacques Degats, Jean-Paul Martin-du-Gard : finale (6e place)                                   |                                                                                                  |
| Saut en hauteur   | Georges Damitio : finale (13e place) Claude Bénard : finale (18e place)                                                          |                                                                                                  |
| Saut en longueur  | Paul Faucher : finale (8e place)                                                                                                 | Yvonne Curtet : finale (23e place) Suzanne Glotin : qualifications Éliane Dudal : qualifications |
| Triple saut       | Jacques Boulanger : qualifications Malik M'Baye : qualifications                                                                 |                                                                                                  |
| Lancer du poids   | Lucien Guillier : finale (11e place)                                                                                             | Paulette Veste : finale (9e place)                                                               |
| Lancer du disque  | Jean Maissant : finale (17e place) Lucien Guillier : qualifications                                                              | Paulette Veste : finale (16e place)                                                              |
| Lancer du marteau | Pierre Legrain : finale (23e place) André Osterberger : qualifications                                                           |                                                                                                  |
| Décathlon         | Hugues Frayer : 11e Ignace Heinrich : abandon Georges Breitman : abandon                                                         |                                                                                                  |

### Aviron
- Robert Texier
- Jean-Pierre Souche
- Guy Nosbaum
- Didier Moreau
- Claude Martin
- Jacques Maillet
- René Guissart
- André Goursolle
- Achille Giovannoni
- Henri Butel
- Jean-Jacques Guissart
- Roger Gautier
- Marc Bouissou
- Pierre Blondiaux
- Raymond Salles
- Gaston Mercier
- Bernard Malivoire

### Basket-ball
- André Vacheresse
- Jean-Pierre Salignon
- Bernard Planque
- Jean Perniceni
- Robert Monclar
- Roger Haudegand
- Robert Guillin
- Louis Devoti
- Jacques Dessemme
- Robert Crost
- René Chocat
- André Chavet
- André Buffière
- Jean-Paul Beugnot

### Boxe
- René Weissmann
- Omar Tebakka
- André Queillé
- Antoine Martin
- Jean Lansiaux
- Séraphin Ferrer
- Abdel Amid Boutefnouchet
- Ali Belkacem
- Claude Arnaiz
- Joseph Ventaja

### Canoë-kayak
13 sportifs (12 hommes et 1 femme) français se qualifient pour les Jeux olympiques de 1952:
- Louis Gantois
- Maurice Graffen
- Marcel Renaud
- Georges Dransart
- Robert Boutigny
- Armand Loreau
- Georges Turlier
- Jean Laudet
- Jean Molle
- Éva Marion
- Georges Kunz
- Josy Koelsch
- Pierre Derivery

### Cyclisme
- Robert Vidal
- Pierre Michel
- Franck Le Normand
- Jean-Marie Joubert
- Claude Brugerolles
- Henri Andrieux
- Alfred Tonello
- Claude Rouer
- Roland Bezamat
- Jacques Anquetil

### Équitation
- Jean Saint-Fort Paillard
- Bertrand Pernot du Breuil
- Jean Peitevin de Saint-André
- André de la Simone
- Charles-Philbert
- Jean d'Orgeix
- André Jousseaume
- Guy Lefrant
- Pierre Jonquères d'Oriola

### Escrime
- Gérard Rousset
- Claude Nigon
- Jean-Pierre Muller
- Armand Mouyal
- Lylian Malherbaud-Lecomte-Guyonneau
- Renée Garilhe
- Odette Drand
- Daniel Dagallier
- René Bougnol
- Jean-François Tournon1
- Maurice Piot
- Bernard Morel
- Jean Levavasseur
- Jacques Lefèvre
- Jean Laroyenne
- Adrien Rommel
- Jacques Noël
- Claude Netter
- Jacques Lataste
- Jéhan de Buhan
- Christian d'Oriola

### Football
- René Persillon
- Célestin Oliver
- Bernard Lefèvre
- Michel Leblond
- Albert Eloy
- Jean-Claude Druart
- Léonce Deprez
- Roger Colliot
- Jacques Bohée
- Lucien Bochard
- Jacques Barreau
- Mohammed anouar "chtouki"

### Gymnastique
- Alexandra Ferenc-Lemoine
- Jean Guillou
- André Weingand
- Jeanette Vogelbacher
- Irène Pittelioen
- Liliane Montagne
- Michel Mathiot
- Madeleine Jouffroy
- Colette Hué
- Georges Floquet
- Colette Fanara
- Ginette Durand
- Raymond Dot
- Marcel Dewolf
- René Changeat
- Raymond Badin

### Haltérophilie
- Marcel Thévenet
- Max Heral
- Georges Firmin
- André Dochy
- Jean Debuf

### Hockey sur gazon
- Jean Zizine
- Jacques Thieffry
- Philippe Reynaud
- André Meyer
- Florio Martel
- Diran Manoukian
- Robert Lucas
- Michel Lacroix
- Jean Hauet
- Claude Hauet
- Jean-François Dubessay
- Jean Desmasures
- Roger Capelle
- Bernard Boone

### Lutte
- André Verdaine
- Marcel Sigiran
- Antoine Merle
- Jean-Baptiste Leclerc
- Charles Kouyos
- Maurice Faure
- Edmond Faure
- René Chesneau
- André Brunaud
- Roger Bielle

### Natation
- Lucien Zins
- Michel Vandamme
- Colette Thomas
- Gaby Tanguy
- Maryse Morandini
- René Million
- Odette Lusien
- Maurice Lusien
- Pierre Joly dit Dumesnil
- Ginette Jany-Sendral
- Josette Arène
- Alex Jany
- Aldo Eminente
- Jo Bernardo
- Gilbert Bozon
- Jean Boiteux
- Odile Vouaux

### Pentathlon moderne
- Christian Palant
- André Lacroix
- Bertrand de Montaudouin

### Plongeon
- Nicole Péllissard-Darrigrand
- Raymond Mulinghausen
- Henri Goosen
- Mady Moreau

### Tir
- Roger Tauvel
- André Taupin
- Jean-Albin Régis
- Albert Planchon
- Jacques Mazoyer
- André Martin
- Claude Lagarde
- Paul Konsler
- Ludovic Heraud

### Voile
- Jean Roux-Delimal
- Jacques Baptiste Lebrun
- Guy le Mouroux
- Jean Frain de la Gaulayrie
- Marcel de Kerviler
- Jean-Louis Dauris
- Édouard Chabert
- Noël Calone
- Jacques Allard